# Ectropothecium anisopterum
Ectropothecium anisopterum là một loài Rêu trong họ Hypnaceae. Loài này được Cardot & P. de la Varde mô tả khoa học đầu tiên năm 1924.